# Premio Planeta
Premio Planeta ("Planetapriset") är ett spanskt litteraturpris som delas ut sedan 1952 av förlaget Planeta, till en roman skriven på spanska. Det delas ut årligen på Teresa av Ávilas helgondag, 15 oktober. Prisbeloppet för vinnaren är 601 000 euro, vilket är näst högst i världen för ett litteraturpris, efter Sveriges Nobelpriset i litteratur. Därtill erhåller en andrapristagare 150 250 euro. Förstapriset går oftast till en av Planetas egna författare, medan andrapriset brukar gå till någon från ett annat förlag.

## Pristagare
- 1952 - Juan José Mira (Spanien), för En la noche no hay caminos
- 1953 - Santiago Lorén (Spanien), för Una casa con goteras
- 1954 - Ana María Matute (Spanien), för Pequeño teatro
- 1955 - Antonio Prieto (Spanien), för Tres pisadas de hombre
- 1956 - Carmen Kurtz (Spanien), för El desconocido
- 1957 - Emilio Romero (Spanien), för La paz empieza nunca
- 1958 - Fernando Bermúdez de Castro (Spanien), för Pasos sin huellas
- 1959 - Andrés Bosch (Spanien), för La noche
- 1960 - Tomás Salvador (Spanien), för El atentado
- 1961 - Torcuato Luca de Tena (Spanien), för La mujer de otro
- 1962 - Ángel Vázquez (Spanien), för Se enciende y se apaga una luz
- 1963 - Luis Romero (Spanien), för El cacique
- 1964 - Concha Alós (Spanien), för Las hogueras
- 1965 - Rodrigo Rubio (Spanien), för Equipaje de amor para la tierra
- 1966 - Marta Portal (Spanien), för A tientas y a ciegas
- 1967 - Ángel María de Lera (Spanien), för Las últimas banderas
- 1968 - Manuel Ferrand (Spanien), för Con la noche a cuestas
- 1969 - Ramón J. Sender (Spanien), för En la vida de Ignacio Morel
- 1970 - Marcos Aguinis (Argentina), för La cruz invertida
- 1971 - José María Gironella (Spanien), för Condenados a vivir
- 1972 - Jesús Zárate (Colombia), för La cárcel - enda gången priset delats ut postumt
- 1973 - Carlos Rojas (Spanien), för Azaña
- 1974 - Xavier Benguerel (Spanien), för Icaria, Icaria...
- 1975 - Mercedes Salisachs (Spanien), för La gangrena
- 1976 - Jesús Torbado (Spanien), för En el día de hoy
- 1977 - Jorge Semprún (Spanien), för Autobiografía de Federico Sánchez
- 1978 - Juan Marsé (Spanien), för Guldflickan (La muchacha de las bragas de oro)
- 1979 - Manuel Vázquez Montalbán (Spanien), för Döden i Barcelona (Los mares del Sur)
- 1980 - Antonio Larreta (Uruguay), för Volavérunt
- 1981 - Cristóbal Zaragoza (Spanien), för Y Dios en la última playa
- 1982 - Jesús Fernández Santos (Spanien), för Jaque a la Dama
- 1983 - José Luis Olaizola (Spanien), för La guerra del general Escobar
- 1984 - Francisco González Ledesma (Spanien), för Crónica sentimental en rojo
- 1985 - Juan Antonio Vallejo-Nágera (Spanien), för Yo, el rey
- 1986 - Terenci Moix (Spanien), för No digas que fue un sueño
- 1987 - Juan Eslava Galán (Spanien), för En busca del unicornio
- 1988 - Gonzalo Torrente Ballester (Spanien), för Filomeno, a mi pesar
- 1989 - Soledad Puértolas (Spanien), för Queda la noche
- 1990 - Antonio Gala (Spanien), för El manuscrito carmesí
- 1991 - Antonio Muñoz Molina (Spanien), för Den polske ryttaren (El jinete polaco)
- 1992 - Fernando Sánchez Dragó (Spanien), för La prueba del laberinto
- 1993 - Mario Vargas Llosa (Peru), för Döden i Anderna (Lituma en los Andes)
- 1994 - Camilo José Cela (Spanien), för La cruz de San Andrés
- 1995 - Fernando G. Delgado (Spanien), för La mirada del otro
- 1996 - Fernando Schwartz (Spanien), för El desencuentro
- 1997 - Juan Manuel de Prada (Spanien), för La tempestad
- 1998 - Carmen Posadas (Spanien), för Pequeñas infamias
- 1999 - Espido Freire (Spanien), för Melocotones helados
- 2000 - Maruja Torres (Spanien), för Mientras vivimos
- 2001 - Rosa Regàs (Spanien), för La canción de Dorotea
- 2002 - Alfredo Bryce Echenique (Peru), för El huerto de mi amada
- 2003 - Antonio Skármeta (Chile), för El baile de la Victoria
- 2004 - Lucía Extebarria (Spanien), för Un milagro en equilibrio
- 2005 - Maria de la Pau Janer (Spanien), för Pasiones romanas
- 2006 - Álvaro Pombo (Spanien), för La fortuna de Matilda Turpin
- 2007 - Juan José Millás (Spanien), för El mundo
- 2008 - Fernando Savater (Spanien), för La Hermandad de la Buena Suerte
- 2009 - Ángeles Caso (Spanien), för Contra el viento[1]
- 2010 - Eduardo Mendoza (Spanien), för Riña de gatos. Madrid 1936[2]
- 2011 - Javier Moro (Spanien), för El imperio eres tú[3]
- 2012 - Lorenzo Silva (Spanien), för La marca del meridiano[4]
- 2013 - Clara Sánchez (Spanien), för El cielo ha vuelto

## Andrapristagare
- 1952 - Severiano Fernández Nicolás (Spanien), för Tierra de promisión
- 1953 - Antonio Ortiz Muñoz (Spanien), för Otros son los caminos
- 1954 - Ignacio Aldecoa (Spanien), för El fulgor y la sangre
- 1955 - Mercedes Salisachs (Spanien), för Carretera intermedia
- 1956 - Raúl Grien (Spanien), för A fuego lento
- 1957 - Elisa Brufal (Spanien), för Siete puertas
- 1958 - Julio Manegat (Spanien), för La ciudad amarilla
- 1959 - José María Castillo (Spanien), för El grito de la paloma
- 1960 - Manuel San Martín (Spanien), för El borrador
- 1961 - Sempronio (författarnamn för Andrés Avelino Artís) (Spanien), för La oración del diablo
- 1962 - Juan Antonio Usero (Spanien), för El pozo de los monos
- 1963 - Víctor Chamorro (Spanien), för El santo y el demonio
- 1964 - Vizarco (författarnamn för Víctor Chamorro) (Spanien), för El adúltero y Dios
- 1965 - Julio Manegat (Spanien), för Spanish Show
- 1966 - Santiago Moncada (Spanien), för El stress
- 1967 - Eugenio Juan Zappietro (Argentina), för Tiempo de morir
- 1968 - Pedro Entenza (Kuba), för No hay aceras
- 1969 - Manuel Scorza (Peru), för Redoble por Rancas
- 1970 - Luis de Castresana (Spanien), för Retrato de una bruja
- 1971 - Ramiro Pinilla (Spanien), för Seno
- 1972 - Hilda Perera (Kuba), för El sitio de nadie
- 1973 - Mercedes Salisachs (Spanien), för Adagio confidencial
- 1974 - Pedro de Lorenzo (Spanien), för Gran café
- 1975 - Víctor Alba (Spanien), för El pájaro africano
- 1976 - Alfonso Grosso (Spanien), för La buena muerte
- 1977 - Ángel Palomino (Spanien), för Divorcio para una virgen rota, och Manuel Barrios (Spanien), för Vida, pasión y muerte en Río Quemado - delat pris
- 1978 - Alfonso Grosso (Spanien), för Los invitados
- 1979 - Fernando Quiñones (Spanien), för Las mil noches de Hortensia Romero
- 1980 - Juan Benet (Spanien), för El aire de un crimen
- 1981 - José María del Val (Spanien), för Llegará tarde a Hendaya
- 1982 - Fernando Schwartz (Spanien), för La conspiración del Golfo
- 1983 - Fernando Quiñones (Spanien), för La canción del pirata
- 1984 - Raúl Guerra Garrido (Spanien), för El año del wolfram
- 1985 - Francisco Umbral (Spanien), för Pío XII, la escolta mora y un general sin un ojo
- 1986 - Pedro Casals (Spanien), för La jeringuilla
- 1987 - Fernando Fernán Gómez (Spanien), för El mal amor
- 1988 - Ricardo de la Cierva (Spanien), för El triángulo. Alumna de la libertad
- 1989 - Pedro Casals (Spanien), för Las hogueras del rey
- 1990 - Fernando Sánchez Dragó (Spanien), för El camino del corazón
- 1991 - Néstor Luján (Spanien), för Los espejos paralelos
- 1992 - Eduardo Chamorro (Spanien), för La cruz de Santiago
- 1993 - Fernando Savater (Spanien), för El jardín de las dudas
- 1994 - Ángeles Caso (Spanien), för El peso de las sombras
- 1995 - Lourdes Ortiz (Spanien), för La fuente de la vida
- 1996 - Zoé Valdés (Kuba), för Jag skänkte dig mitt liv (Te di la vida entera)
- 1997 - Carmen Rigalt (Spanien), för Mi corazón que baila con espigas
- 1998 - José María Mendiluce (Spanien), för Pura vida
- 1999 - Nativel Preciado (Spanien), för El egoísta
- 2000 - Salvador Compán (Spanien), för Cuaderno de viaje
- 2001 - Marcela Serrano (Chile), för Lo que está en mi corazón
- 2002 - Maria de la Pau Janer (Spanien), för Las mujeres que hay en mí
- 2003 - Susana Fortes (Spanien), för El amante albanés
- 2004 - Ferran Torrent (Spanien), för La vida en el abismo
- 2005 - Jaime Bayly (Peru), för Y de repente, un ángel
- 2006 - Marta Rivera de la Cruz (Spanien), för En tiempo de prodigios
- 2007 - Boris Izaguirre (Venezuela), för Villa Diamante
- 2008 - Ángela Vallvey (Spanien), för Muerte entre poetas
- 2009 - Emilio Calderón (Spanien), för La bailarina y el inglés[5]
- 2010 - Carmen Amoraga (Spanien), för El tiempo mientras tanto
- 2011 - Inma Chacón (Spanien), för Tiempo de arena[3]
- 2012 - Mara Torres (Spanien), för La vida imaginaria[4]
- 2013 - Ángeles González-Sinde (Spanien), för Volver a los 17